# Fionn Whitehead
Pour les articles homonymes, voir Whitehead.
Fionn Whitehead, né le 18 juillet 1997 à Londres, est un acteur britannique.

## Biographie

### Formation
Né le 18 juillet 1997, il est originaire de Londres, Fionn Whitehead découvre le théâtre à l'école primaire, avant de s'inscrire à l'Orange Tree Youth Theatre de Richmond, à l'âge de treize ans. Élève au Richmond College, il suit à quinze ans un cours d'été de deux semaines au National Youth Theatre.

### Carrière
Fionn Whitehead travaille dans un café dans le quartier de Waterloo à Londres lorsqu'il obtient son premier rôle dans la mini-série Him, aux côtés de Katherine Kelly et James Murray. Il y incarne un adolescent tourmenté, meurtri par le divorce de ses parents et doué de pouvoirs télékinésiques. Le premier épisode est diffusé le 19 octobre 2016 sur la chaîne britannique ITV. Il rassemble 2,7 millions de téléspectateurs.
Parallèlement au tournage de Him, Fionn Whitehead passe des auditions pour jouer dans Dunkerque, le nouveau film de Christopher Nolan consacré à l'Opération Dynamo de mai/juin 1940. Il est finalement choisi pour le rôle principal,, celui d'un jeune soldat du Corps Expéditionnaire Britannique, aux côtés d'Harry Styles, Aneurin Barnard, Kenneth Branagh et Mark Rylance. « Il y a un naturel et une authenticité dans la façon dont Fionn joue c'est extraordinaire. Il a une présence très charismatique. Il me fait penser à un jeune Tom Courtenay », explique le réalisateur anglo-américain dans une interview au Los Angeles Times. Dunkerque vaut à Fionn Whitehead d'être nommé aux London Film Critics Circle Awards dans la catégorie "Jeune acteur britannique ou irlandais de l'année".
En octobre 2016, Fionn Whitehead fait partie des quinze jeunes acteurs de la sélection Stars of Tomorrow, établie chaque année par le magazine Screen International, en lien avec des professionnels du cinéma britannique. Il est annoncé sur My Lady, film de Richard Eyre, adapté du roman L'Intérêt de l'enfant de Ian McEwan. Aux côtés d'Emma Thompson et Stanley Tucci, le jeune acteur interprète le rôle d'Adam, un adolescent atteint de leucémie qui refuse, pour des raisons religieuses (Témoin de Jéhovah), la transfusion sanguine qui pourrait lui sauver la vie.
En avril 2017, il monte sur les planches de la Southwark Playhouse à Londres dans une pièce intitulée Natives qui aborde les rapports des adolescents aux réseaux sociaux. C'est sur les conseils de Cillian Murphy qu'il a souhaité jouer au théâtre. « Lorsque nous avons tourné "Dunkerque", j'ai parlé avec Cillian Murphy des écoles d'art dramatique. Je lui ai dit que je n'avais pas achevé mon cursus et lui non plus. Il m'a dit : fais du théâtre »

### Vie personnelle
Fionn Whitehead est issu d'une famille d'artistes. Son père, Tim Whitehead, est un saxophoniste et compositeur de jazz, sa sœur aînée, Maisie Whitehead, est danseuse et chorégraphe, et son autre sœur, Hattie Whitehead, est une chanteuse, guitariste et compositrice folk.
Dans une interview à l'Evening Standard, il explique que ses parents ont choisi son prénom en référence à Fionn Mac Cumhaill, un guerrier légendaire de la mythologie celtique irlandaise.

## Filmographie

### Cinéma
| Année | Titre                               | Réalisation        | Rôle            | Informations complémentaires                       |
| ----- | ----------------------------------- | ------------------ | --------------- | -------------------------------------------------- |
| 2017  | Dunkerque (Dunkirk)                 | Christopher Nolan  | Tommy           | Premier film de Fionn Whitehead                    |
| 2017  | My Lady                             | Richard Eyre       | Adam Henry      |                                                    |
| 2019  | Roads                               | Sebastian Schipper | Gyllen          |                                                    |
| 2018  | Black Mirror: Bandersnatch          | David Slade        | Stefan Butler   | Film interactif sur la plate-forme Netflix         |
| 2019  | Port Authority                      | Danielle Lessovitz | Paul            | Festival de Cannes 2019 section Un Certain Regard. |
| 2020  | Frères toxiques (Don't Tell A Soul) | Alex McAulay       | Matt            |                                                    |
| 2020  | The Duke                            | Roger Michell      | Jackie Bunton   |                                                    |
| 2021  | The Picture of Dorian Gray          | Tamara Harvey      | Dorian Gray     |                                                    |
| 2021  | Voyagers                            | Neil Burger        | Zac             |                                                    |
| 2022  | Emily                               | Frances O'Connor   | Branwell Brontë |                                                    |

### Télévision
- 2016 : Him de Andy De Emmony : lui (3 épisodes)
- 2017 : Queers de Mark Gatiss : Andrew
- 2019 : Inside n°9 de Guillem Morales : Gabriel
- 2022 : Great Expectations de Lucy Forbes : Pip (6 épisodes)

## Théâtre
| Année | Titre   | Auteur        | Metteur en scène | Rôle | Lieu                |
| ----- | ------- | ------------- | ---------------- | ---- | ------------------- |
| 2017  | Natives | Glenn Waldron | Rob Drummer      | B    | Southwark Playhouse |

## Distinctions
| Année | Distinction |
| ----- | --- |
| 2016  | Screen International Star of Tomorrow                                                                          |
| 2018  | Nomination aux LFCC Awards dans la catégorie "Jeune acteur britannique ou irlandais de l'année" pour Dunkerque |
| 2019  | Nomination aux LFCC Awards dans la catégorie "Jeune acteur britannique ou irlandais de l'année" pour My Lady   |